# Antepedium

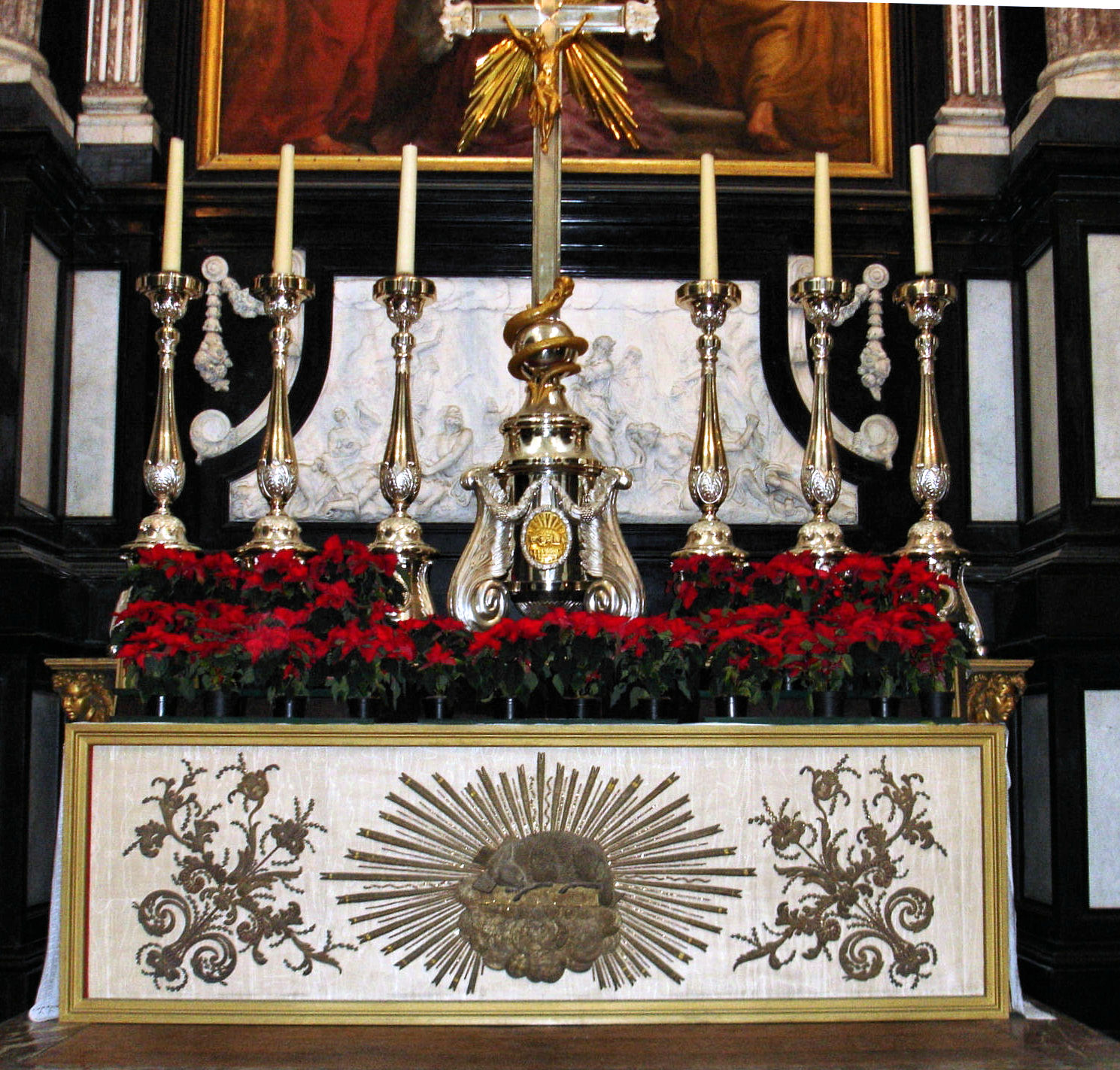
Antepedium w katedrze w Antwerpii

Antepedium (również antependium, frontale) – bogato zdobione zakrycie lub zasłona zakrywająca podstawę (stipes) stałego ołtarza chrześcijańskiego.

## Charakterystyka
Termin pojawił się w późnym średniowieczu. Do XV wieku używano nazw: pallium, vestis altaris, facies altaris.

Do XI wieku funkcję antepedium pełniła opuszczona część obrusa ołtarzowego, leżącego na mensie.
We wczesnym średniowieczu antepedium często obiegało mensę ze wszystkich stron, od XI wieku zakrywało jedynie przednią część stipes. Wykonane były ze złota, srebra, haftowanych tkanin, drewna polichromowanego lub pokrytego płaskorzeźbą oraz wytłaczanej skóry (kurdybanu).

Haftowana tkanina, zwykle jedwabna, początkowo była drapowana, od XVI wieku rozpinana była na drewnianej ramie, antepedia ze srebra lub złota często zdobione były szlachetnymi kamieniami i filigranem.
Pośrodku zwykle znajdował się krzyż otoczony symbolami chrześcijańskimi, kwiatami.
Ponadto na antepedium były wyobrażane sceny o treści ewangelicznej, głównie sceny z życia Jezusa Chrystusa, Marii –  matki Jezusa lub świętego, któremu poświęcony był ołtarz, a także Michała Archanioła z siedmioma gołębicami Ducha Świętego.
Na antepediach występowały teksty inwokacji, daty i nazwiska fundatorów.
Od XVII wieku nie stosowano antepedium, jeśli stipes  był wykonany z marmuru oraz przy ołtarzach sarkofagowych.
 
W niektórych kościołach dekorowano podstawę ołtarza upodabniając ją do antepedium np. w kolegiacie św. Anny w Krakowie lub w kościele przy klasztorze w Czernej. W Czernej stipes wykonane z czarnego „marmuru” dębnickiego pokryte są rytym ornamentem na wzór tkaniny z motywem kwiatowym.
Kościoły chrześcijańskie przed Soborem Watykańskim II często posiadały kilka antepediów dostosowanych kolorem do okresu roku liturgicznego i charakteru święta.
Nazwa pochodzi z łacińskiego ante pedes – „przed stopami”.
Wariant nazwy „antependium” pochodzi od słów „ante” (przed) i „pendere” (zawieszać), co dotyczy tkanin zwieszających się z krawędzi mensy ołtarzowej.